# Mausvögel
Die Mausvögel (Coliidae) sind die einzige Familie in der Ordnung der  Mausvögel (Coliiformes). In dieser Familie gibt es zwei Gattungen und sechs Arten. Ihren Namen verdanken sie, analog zu den Mäusen, ihrer geselligen Lebensweise und der Bewegungsart, wie eine Maus durch das Gebüsch zu huschen. Sie weisen außerdem ein fast fellartig wirkendes, graues bis bräunliches Gefieder auf. Sie fressen überwiegend Beeren und Früchte und kommen nur ausnahmsweise auf den Boden. 

## Merkmale
Mausvögel erreichen eine Körperlänge von 29 bis 38 Zentimeter. Trotz dieser Gesamtlänge sind sie eher kleine Vögel, denn rund 3/5 der Körperlänge entfallen auf den Schwanz.
An ihren Füßen befinden sich Wendezehen: Die erste und die vierte Zehe kann sowohl nach vorne als auch nach hinten gewendet werden. Dies ist eine Anpassung an das Hangeln im Geäst und erlaubt ihnen, sich geschickt im dichten Blattwerk von Bäumen zu bewegen. Mit ihren kräftigen, scharfen Krallen können sie sich kopfüber an die Äste hängen. Wenn sie gemeinsam ruhen, drängen sie sich dicht zusammen und wärmen sich gegenseitig. Ähnlich wie die Kolibris können Mausvögel in einen nächtlichen Starreschlaf fallen. In diesem energiesparenden Schlaf sind Körpertemperatur und Stoffwechsel stark reduziert.
Sie verfügen über lange, steife Schwanzfedern, über ein weiches, dichtes, graues bis braunes Federkleid und über eine Kopfhaube. Durch ihr dichtes Gefieder können sie sich gefahrlos schnell und wendig durch einen Dornenstrauch bewegen. Ihre kurzen, kräftigen Schnäbel sind nach unten gebogen. In der Körperfarbe und der Körperform unterscheiden sich die verschiedenen Arten kaum. Männchen und Weibchen gleichen sich. Sie ernähren sich überwiegend von Beeren und Früchten.

## Fortpflanzung
Ihre napfförmigen Nester legen sie in den Bäumen oder Büschen an. Ein Gelege umfasst zwei bis vier (manchmal auch bis sechs) braun gesprenkelte weiße bis cremefarbene Eier. Die Brutdauer beträgt zwischen elf und 13 Tagen. 

## Verbreitungsgebiet
Mausvögel sind kleine, zierliche Vögel und kommen ausschließlich in Afrika, südlich der Sahara, vor. Sie bewohnen Buschland, Savannen, Wälder sowie Waldränder, Parks und Obstgärten in den Städten unter anderem im Sudan, in Somalia, Äthiopien und Nigeria. Die geselligen Vögel sind manchmal in Gruppen von zwanzig bis dreißig Tieren vorzufinden. 

## Fossilien
Die Mausvögel sind eine sehr alte Vogelgruppe, deren Fossilien sich 43 bis 49 Millionen Jahre zurückdatieren lassen. Fossile Funde gibt es unter anderem auch aus der Grube Messel in der Nähe von Darmstadt. Alphonse Milne-Edwards beschrieb das Taxon Colius palustris aus dem Miozän zunächst als Sperlingsvogel, der deutsche Paläontologe Peter Ballmann klassifizierte diesen Vogel jedoch 1969 in die Familie der Mausvögel.

## Gattungen und Arten

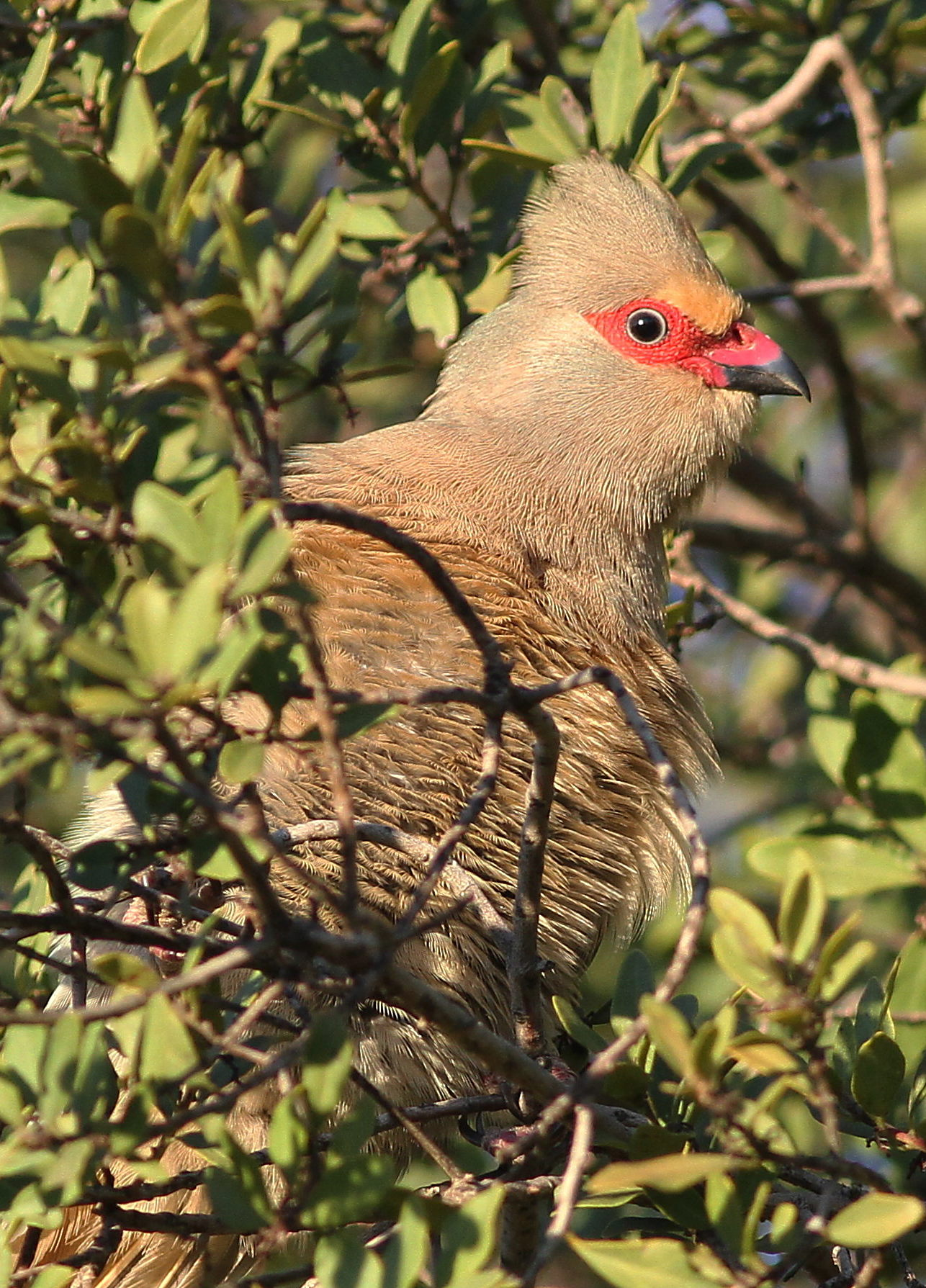
Rotzügel-Mausvogel, Südafrika

Folgende Arten und Gattungen gehören zu den Mausvögeln:
- Colius
  - Braunflügel-Mausvogel (Colius striatus)
  - Rotrücken-Mausvogel (Colius castanotus)
  - Weißkopf-Mausvogel (Colius leucocephalus)
  - Weißrücken-Mausvogel (Colius colius)
- Urocolius
  - Blaunacken-Mausvogel (Urocolius macrourus)
  - Rotzügel-Mausvogel (Urocolius indicus)

## Einzelbelege
1. 1 2 3   Pagel, Marcordes:  Exotische Weichfresser. S. 71.